# Bangalore Stock Exchange
Bangalore Stock Exchange (w skrócie BgSE) – jedna z regionalnych giełda papierów wartościowych w Indiach. Siedziba BgSE znajduje się w mieście Bangalore w stanie Karnataka.
We wrześniu 2006 na Bangalore Stock Exchange notowane były akcje około 600 spółek.